# Kurarua laticornis
Kurarua laticornis är en skalbaggsart som beskrevs av Holzschuh 1991. Kurarua laticornis ingår i släktet Kurarua och familjen långhorningar. Inga underarter finns listade i Catalogue of Life.